# Z-18汉斯·吕德曼号驱逐舰
Z-18“汉斯·吕德曼”号（德語：Z 18 Hans Lüdemann）是纳粹德国海军于1930年代末建造的六艘1936型驱逐舰之一，得名于1913年5月因拯救S-148号鱼雷艇的事故而牺牲的德意志帝国海军工程师汉斯·吕德曼。该舰于1936年9月9日开始在不来梅的德希马格威悉船厂铺设龙骨，1937年12月1日下水，至1938年10月8日交付使用，在战前的大部分时间都用于训练。
第二次世界大战爆发之初，Z-18号先是被部署在德国海岸附近布设雷区，但很快就被转移到斯卡格拉克海峡，负责检查行经的中立国船舶是否搭载有违禁品。1939年末，该舰还协助在英国海岸附近布设了两个进攻性雷区，共导致1艘驱逐舰和20艘商船沉没。1940年4月德国入侵挪威期间，它又受命攻击纳尔维克，并参加了两次纳尔维克海战。在第一次战斗中，Z-18号被英国驱逐舰击伤，但在第二次战斗中成为最终幸存的德国驱逐舰之一。在英国人摧毁了其全部火炮后，该舰搁岸让船员弃舰。他们试图用炸药将Z-18号炸沉以防遭强占，但未能成事，英国人得以登舰。为避免被修复，一艘英国驱逐舰用鱼雷击沉了它的残骸。

## 设计
Z-18“汉斯·吕德曼”号的水线长和全长分别为120米和123.4米，有11.8米的舷宽以及最大4.5米吃水深度；其设计排水量为2,411吨，满载时则可达3,415吨。该舰由两台瓦格纳齿轮传动蒸汽轮机提供动力，各负责驱动一副直径为3.25米的三叶螺旋桨。过热蒸汽则由六台瓦格纳水管锅炉供应，可以输出70,000匹軸馬力（52,000千瓦特）的功率。该舰的设计航速为36節（67每小時），但在1940年1月9日的海试中曾以74,500匹軸馬力（55,600千瓦特）达到39.8節（73.7每小時）的最高速度。Z-18号最多可贮存739吨燃料油，能够以19節（35每小時）的速度的巡航2,050海里（3,800）。舰只的标准船员编制为10名军官和313名水兵。
该舰装备有五门127毫米34式速射炮，架设在带有炮挡的单装炮座上。其中舰艛的前后各有两门采用背负式布置，第五门则安装在后部舰艛的顶端，并从前到后编为1至5号。防空武器则包括安装在与后部烟囱并排的一对双联装炮座上的四门37毫米30式速射炮和六门单座20毫米30式高射炮组成。此外，该舰还在水上部分的两个四联装动力操纵式底座上安装有八具533毫米鱼雷发射管，每个底座均提供两次重新装填。四个深水炸弹发射器和布雷导轨则安装在艉后部甲板室的两侧，最多可贮存60枚水雷。作为探测潜艇的工具，舰上也搭载有一套称为“群听装置”的被动式水听器，并于1939年底安装了一套主动式声纳系统。

## 历史
Z-18“汉斯·吕德曼”号得名于1913年5月14日因拯救S-148号鱼雷艇在锅炉舱爆炸事故中幸免于难而牺牲的德意志帝国海军士官工程师汉斯·吕德曼。它于1936年1月6日由德国国家海军所订购，自同年9月9日开始在不来梅的德希马格威悉船厂铺设龙骨，建造序列为920。该舰于1937年12月1日下水，至1938年10月8日竣工。Z-17号被编入第5驱逐支舰队服役，于1938年7月曾与其姊妹舰Z-17“迪特尔·冯·勒德尔”号和Z-19“赫尔曼·金内”号一同到访挪威港口。
当第二次世界大战于1939年9月爆发时，Z-17号最初被部署在德意志湾布设防御性雷区。它随后又被派往斯卡格拉克海峡巡逻，以查验来往的中立国船舶是否有搭载违禁品。10月17日至18日夜间，时任鱼雷艇首长的海军少将京特·吕特晏斯搭乘其旗舰Z-21“威廉·海德坎普”号，率领Z-18号、Z-16“弗里德里希·埃科尔特”号、Z-17号、Z-19号和Z-20“卡尔·加尔斯特”号前往英格兰东部的亨伯河口附近布设雷区。英国人不知道雷区的存在，就此损失了七艘商船，共计25,825总吨。11月12日至13日夜间，Z-21号作为此时新设立的驱逐舰首长、海军上校弗里德里希·邦特的旗舰，在Z-18号、Z-19号和Z-20号的伴行下共同在泰晤士河口布设了288枚磁性水雷。英国人再次没有意识到雷区的存在，损失了布兰奇号驱逐舰和13艘商船，合计48,728总吨。自12月1日起，Z-18号开始在斯德丁接受为期三个月的改装。

### 挪威战役

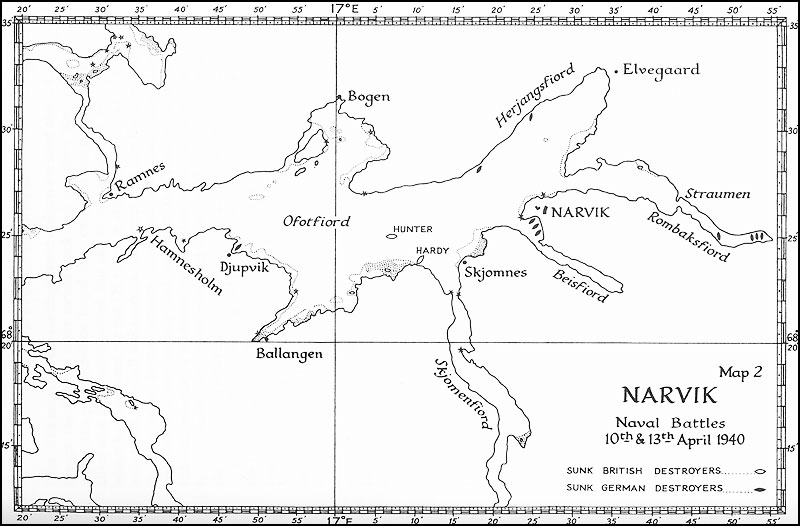
奥福特峡湾地图

在1940年4月“威悉演习行动”的挪威战役期间，该舰被编入第一集群，任务是运送第139山地猎兵团和第3山地师的指挥人员夺取纳尔维克。相关舰只于4月6日开始装载部队，并于第二天启航。当它们于4月9日清晨抵达纳尔维克以西的奥福特峡湾时，Z-18号与Z-22“安东·施米特”号从拉姆内斯水道让部队登陆，搜寻德军误认为控制着峡湾出入口的海岸炮阵地。Z-17号则留在海上，以便在必要时提供支援，并可在英国人企图干涉行动时充当哨舰。在大约11:00，地面部队奉命重新登上前往纳尔维克的驱逐舰。Z-18号于午夜过后不久接到命令，得以通过补给舰扬·韦勒姆号进行加油。
4月10日黎明后不久，当英国第2驱逐区舰队的五艘驱逐舰——哈迪号、浩劫号、亨特号、热刺号和英雄号出现时，Z-18仍然拴在扬·韦勒姆号上。德国驱逐舰一驶离补给舰便立即向浩劫号开火，但在黑暗和大雪中未能击中任何目标。英舰进行还击，击毁了Z-18号的一门前置炮，切断了方向舵控制，并引发火灾，导致其中一个弹药舱被水淹没。05:15，该舰向驻泊在赫扬斯峡湾和巴朗恩附近的其它德国驱逐舰发出无线电求救。十五分钟后，英国人决定再次进攻纳尔维克，与此同时，Z-18号的船员们设法进行了一些修复。它向进攻中的英舰发射了四枚鱼雷，但全数射失，可能是因为它们的深度控制设置得太深。该舰在第二轮攻击中用127毫米炮命中敌方一次，但只造成了轻微的伤害。Z-18随后完成了临时维修并于4月11日投入运行。
4月12日夜间，幸存的德国高级军官、海军中校埃里希·拜接到情报，预计翌日将有大批驱逐舰和舰载机护航的英国主力舰发动攻击。英国战列舰厌战号和九艘驱逐舰于4月13日如期出现，却比拜中校预计的要早，使得阵位中的德国人措手不及。Z-19号率领Z-13“埃里希·克尔纳”号向西占据了峡湾入口侧翼的位置，是第一艘发现英国舰队逼近并向拜中校发出警报的舰只。五艘尚可操作的德国驱逐舰，包括Z-18号，从纳尔维克港冲出来，在烟幕后面与英国舰艇进行远距离交战。虽然没有命中目标，但它们确实对几艘驱逐舰造成了碎片伤害。由于弹药不足，德舰被迫撤退到纳尔维克以东的罗姆巴克斯峡湾（奥福特峡湾的最东端分支），试图在那里伏击追击的英国驱逐舰。
Z-18号仍然有一些弹药和鱼雷剩余，遂与Z-2“格奥尔格·蒂勒”号一同占据了斯特赖于门窄道的阵位，以便让余下的两艘驱逐舰有时间在峡湾顶端自沉。追击的英舰最初与Z-18号交战，后者在大约4,800米的范围内开火，但收效甚微。其剩余的四枚鱼雷被盲目地发射，其中一枚观察到从林务员号下方掠过，但全部未命中。不久之后，爱斯基摩人号两次击中德国驱逐舰，摧毁了4号和5号炮，并损坏了唯一能对英舰开火的3号炮。由于无力再与英国人作战，Z-18号舰长、海军少校赫伯特·弗里德里希斯决定撤退，并将该舰搁滩在峡湾顶端。他下令拆除索具并弃舰，而Z-2号仍继续战斗。数小时后，随着后者也被摧毁，英雄号和伊卡洛斯号驱逐舰靠近，发现Z-18号仍然完好无损，显然是爆破装药失效了。前者派出一支登船小队，但他们除了纪念品什么也没找到，于是英雄号根据摧毁所有德国驱逐舰的命令，用鱼雷击沉了它的残骸。